# Suzana Prates
Suzana Prates (Belo Horizonte, Minas Gerais, Brasil, 27 de juny del 1940 - Montevideo, l'Uruguai, 5 de gener del 1988) fou una feminista i acadèmica brasilera. Fundà el Centre d'Estudis i Informacions de l'Uruguai i el Grup d'Estudis sobre la Condició de la Dona a l'Uruguai.

## Biografia
La seua infantesa van transcórrer en un petit poble interior de Minas Gerais, en el si d'una família del patriciat miner, que ella descriuria com "semblant a la família Buendía, descrita per García Márquez en Cent anys de solitud". Va viure la seua joventut al Brasil, on va cursar estudis de magisteri i ciències socials. Milità en l'emergent esquerra brasilera i minera.
Viatjà a Xile per a cursar un màster en sociologia en la Facultat LLatinoamericana de Ciències socials. Hi conegué el seu company, Carlos Filgueira, amb qui va desenvolupar diversos projectes i amb qui tingueren tres fills. Després d'una curta estada a l'Uruguai, Prates va ser docent en la Universitat Federal de Minas Gerais.
El 1971 retorna a l'Uruguai, on va dur a terme la major part de la seua producció acadèmica i del seu activisme sociopolític. Feu estudis sobre demografia, estructura social i història dels models de producció agraris a l'Uruguai i la regió.
Fundà el Centre d'Estudis i Informacions de l'Uruguai junt a un grup de col·legues que van triar romandre al país després del cop d'estat. Des d'allí contribuí a mantenir vives les ciències socials i a forjar una generació de científics socials malgrat la censura i la repressió de la dictadura. Va crear el Grup d'estudis sobre la condició de la dona a l'Uruguai, que pocs anys després es va constituir com a centre independent. Va ser-ne directora i hi va marcar una línia nova: recerca rigorosa, treball amb organitzacions socials de dones i acció política feminista directa, com ho exemplifica la seua publicació, La Cacerola, emblema feminista de la lluita contra la dictadura.
Va ser en aquesta etapa final de la dictadura i en els primers anys de democràcia quan maduraren les seues millors aportacions a les ciències socials i al desenvolupament de l'acadèmia feminista uruguaiana i llatinoamericana. Les seues tesis sobre la doble invisibilitat del treball femení, sobre les relacions informals capital-treball i la seua articulació amb el patriarcat i el model capitalista d'exportacions no tradicionals, així com sobre les condicions de les treballadores domèstiques al país són hui de referència.